# Yttre Gällareböke
Yttre Gällareböke är ett mindre samhälle i Markaryds socken i Markaryds kommun, Kronobergs län  i sydvästra Småland. År 1995 och 2000 klassades Yttre Gällareböke som småort av SCB.